# Amite (Louisiane)
La ville d’Amite (en anglais [eɪˈmiːt] ou [eɪˈmɪt]) est le siège de la paroisse de Tangipahoa, dans l’État de Louisiane, aux États-Unis. Sa population s’élevait à 4 141 habitants lors du recensement de 2010, estimée à 4 429 habitants en 2016.

## Géographie
La localité est bordée à l'est par la rivière Tangipahoa. Elle est située à environ 70 kilomètres au nord-est de la ville de Baton Rouge et à une dizaine de kilomètres à l'est de la ville de Montpelier. Elle est regroupée avec la ville voisine d'Hammond pour les données démographiques et budgétaires.

## Histoire
La ville porte le nom d'Amite, tout comme la rivière Amite qui coule dans la même région. Amite est la déformation du mot français amitié qui prévalait lors de la colonisation française de l'Amérique[Quoi ?] et l'exploration du vaste territoire de la Louisiane française, mais on avance également l'hypothèse d'une origine amérindienne d'Amite signifiant, en langue Choctaw, fourmi rouge.

## Personnalité liée à la ville
- John Bel Edwards, 56e gouverneur de la Louisiane.
- Kevin Magee, joueur de basket-ball.